# أليكس براي
أليكس براي (25 يوليو 1995 في المملكة المتحدة - ) (بالإنجليزية: Alex Bray)‏ هو لاعب كرة قدم بريطاني في مركز جناح ‏. لعب مع سوانزي سيتي وفوريست غرين ونادي بليموث أرجايل ونادي روذرهام يونايتد ونادي يورك سيتي.

## وصلات خارجية
- أليكس براي على موقع قاعدة بيانات كرة القدم.إي يو (الإنجليزية)
- أليكس براي على موقع Soccerbase.com (لاعب) (الإنجليزية)
- أليكس براي على موقع Soccerway.com (الإنجليزية)